# Douleur thoracique
Pour les premiers secours en cas d'un infarctus du cœur, voir Infarctus_du_myocarde#Premiers_secours.
Pour les premiers secours en cas de l’arrêt des battements du cœur, voir Réanimation_cardiopulmonaire#Principes_et_pratique_de_la_réanimation_cardiopulmonaire.
La douleur thoracique  est un symptôme clinique, généralement associé à un trouble cardiaque mais pouvant être d’origine vasculaire (aortique), pulmonaire, digestive (œsophagienne), pariétale (musculaire), névralgique ou fonctionnelle. Comme toute douleur, elle peut être accompagnée d'un malaise vagal, voire d'une syncope.
La survenue de ce symptôme dans un contexte aigu est généralement considérée comme une urgence médicale. Toute douleur thoracique suspecte et prolongée (plus d'une dizaine de minutes) doit faire appeler les secours médicalisés (SAMU).
Cinq diagnostics sont à examiner en priorité car ils demandent une prise en charge en urgences :
- l'infarctus du myocarde ;
- la dissection aortique ;
- la tamponnade ;
- l'embolie pulmonaire ;
- et le pneumothorax.

## Terminologie
Suivant sa localisation, on parle de douleurs :
- rétrosternales : derrière le sternum, c'est-à-dire au centre du thorax ;
- latéro-thoraciques : sur le côté ;
- basithoraciques : en bas du thorax.

## Causes cardiaques

### Angine de poitrine
Dans l'angine de poitrine, la douleur, dans les cas typiques, est décrite comme une oppression rétrosternale (au centre), constrictive (sensation d'étau), avec parfois une irradiation vers le bras gauche ou les mâchoires ou associée à une angoisse et sensation de mort imminente. Elle survient le plus souvent lors d'un effort et cesse à l'arrêt de ce dernier. Elle peut également être spontanée (sans circonstance déclenchante précise). Elle cesse en général après administration de trinitrine en quelques minutes.
Si elle ne cesse pas au bout d'une dizaine de minutes, on doit craindre un infarctus du myocarde.

### Infarctus du myocarde
L'infarctus du myocarde correspond à une occlusion aiguë d'une artère coronaire. C'est une urgence médicale nécessitant l'intervention rapide d'une équipe médicale afin de parvenir le plus rapidement possible à la réouverture de l'artère responsable.

### Péricardite
La douleur de la péricardite est typiquement prolongée pendant plusieurs heures, inhibant la respiration (c'est-à-dire augmentée lorsque le sujet respire profondément), parfois calmée par la position assise. Elle correspond à une inflammation du péricarde. L'origine peut être infectieuse (bactérienne, virale, tuberculeuse), néoplasique, métabolique.

### Autres
- Syndrome de Dressler
- Myocardite
- Prolapsus de la valve mitrale
- Dans le cadre d'un trouble du rythme
- Rupture d'un anévrisme au niveau des sinus de Valsalva (portion initiale de l'aorte thoracique)
- Hernie / éventration diaphragmatique.

## Causes vasculaires

### Embolie pulmonaire
La douleur de l'embolie pulmonaire est inconstante et de description variée. Elle peut ou non s'associer à un essoufflement (dyspnée), une accélération de la fréquence cardiaque (tachycardie).

### Dissection aortique
La dissection aortique est une pathologie rare, correspondant à une déchirure de l'aorte thoracique, aboutissement à un décollement de sa paroi et pouvant conduire à sa rupture. Il s'agit d'une urgence absolue nécessitant une prise en charge chirurgicale la plus rapide possible. La douleur est typiquement prolongée et migratrice (par exemple d'abord au milieu du thorax, puis allant sur un côté, puis devenant abdominale).

## Causes pulmonaires
La douleur est typiquement latéralisée, avec une composante respiratoire (variant avec cette dernière).
Toute maladie pulmonaire aiguë peut provoquer une douleur : pneumopathie, épanchement pleural (gazeux : pneumothorax ; liquidien : pleurésie). Traumatismes et corps étrangers trachéo-bronchique.

## Causes médiastinales
- Tumeurs médiastinales
- Pneumomédiastin
- Médiastinite

## Causes pariétales
- Traumatisme
- Toute maladie de la paroi thoracique peut provoquer une douleur. La douleur peut être aiguë ou chronique, et comporte parfois un caractère pariétal : une pression sur une partie de la cage thoracique provoque et reproduit la douleur (ce qui n'est pas le cas pour les autres causes). Dans le cadre de pathologies :
  - costales ;
  - musculaires ;
  - cutanées ;
  - neurologiques.
- Zona, infection virale se manifestant à ses débuts, s'il est thoracique, par une douleur prolongée, décrite comme en hémi-ceinture (partant du dos, allant sur un côté et devant et s'arrêtant à la ligne médiane).

## Causes abdominales

### Œsophage
- Rupture de l'œsophage
- Reflux gastro-œsophagien : la douleur est, alors (survenant après les repas), déclenchée ou favorisée par la position allongée, réstrosternale ascendante, à type de brûlure, avec parfois sensation de régurgitations acides au fond de la gorge. Cette description est traduite par le terme pyrosis.
- Œsophagite
- Syndrome de Mallory-Weiss
- Achalasie
- Spasmes œsophagiens[1]

### Estomac
Typiquement épigastrique, la douleur de l'ulcère gastrique peut parfois être décrite comme thoracique.

### Foie, vésicule biliaire
Les coliques hépatiques peuvent occasionner des douleurs basithoraciques droites, avec parfois une irradiation dans l'épaule droite.

### Rate
Certaines pathologies de la rate donnent des douleurs basi-thoraciques gauches, pouvant irradier dans l'épaule gauche.
À part, le point de côté, latéro et basi thoracique gauche, survenant au cours d'un effort et cédant à l'arrêt de ce dernier et correspondant à une congestion de la rate sans conséquence.

### Pancréas
Même si la douleur est typiquement épigastrique, transfixiante, elle est décrite parfois comme rétrosternale basse.

## Causes immunitaires
Une douleur thoracique peut être un symptôme du syndrome d'activation mastocytaire.

## Causes psychiatriques
- Anxiété
- Attaque de panique
- Somatisation
- Dans le cadre d'une hypocondrie